# Rugby (North Dakota)

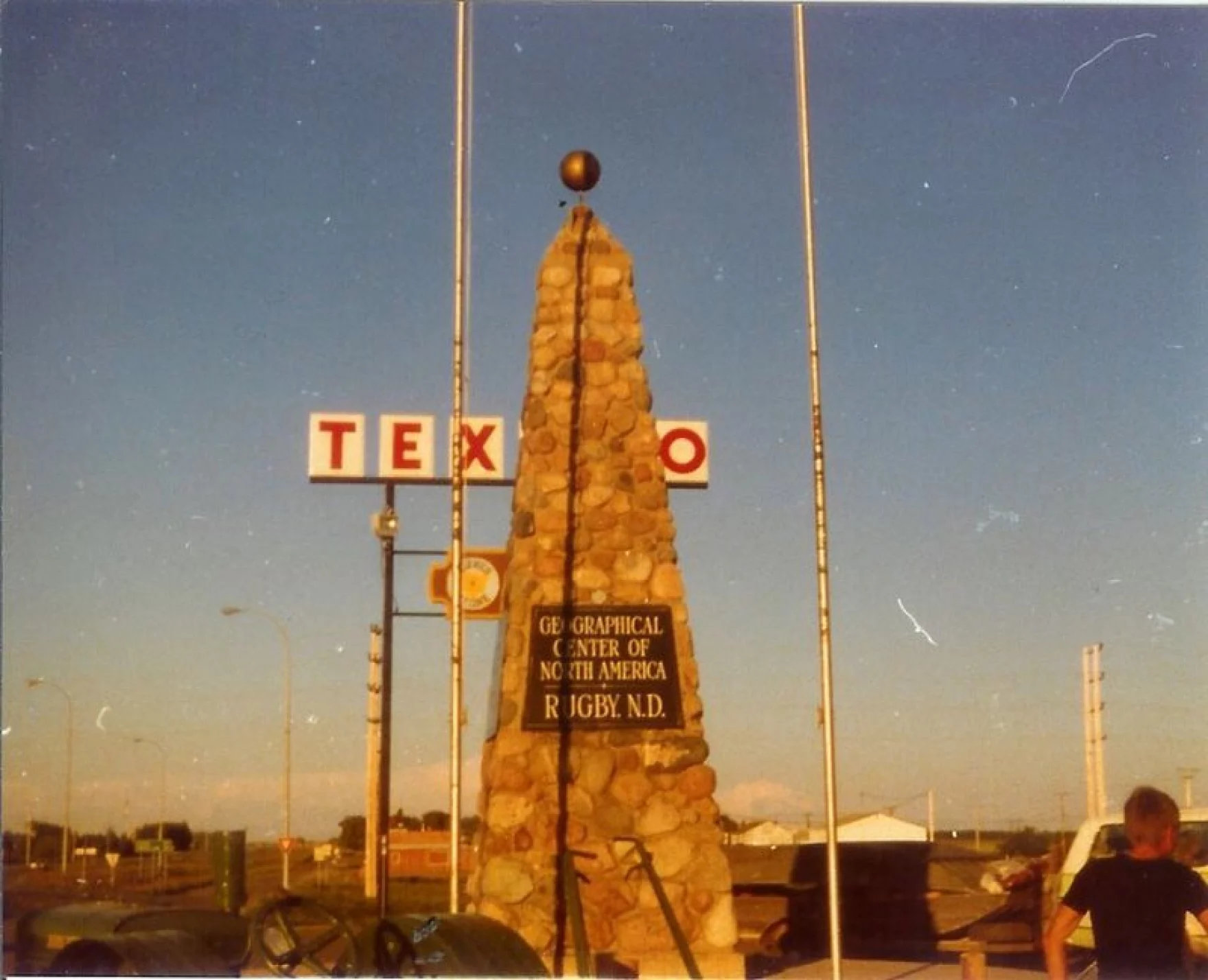
Obelisk am geographischen Mittelpunkt Nordamerikas

Rugby ist eine Stadt in North Dakota mit 2509  Einwohnern (laut Volkszählung 2020) auf einer Fläche von 586,9 Quadratkilometern.
Rugby ist Sitz der Countyverwaltung (County Seat) des Pierce County.
Die Stadt gilt seit 1931 als der geographische Mittelpunkt von Nordamerika.

## Geschichte
Rugby wurde 1886 am Abzweig einer Eisenbahnlinie gegründet. Hier bog eine wichtige Stichstrecke nach Bottineau ab. Die Stadt ist nach der englischen Stadt Rugby in Warwickshire benannt, an der ebenfalls eine Stichbahn abzweigte. Die Namensgebung durch die Eisenbahngesellschaft Great Northern Railway war absichtlich so gewählt und sollte vor allem englische Siedler motivieren sich hier niederzulassen. Allerdings waren nachweislich vier Fünftel der ersten Einwohner Deutsche und Skandinavier.
1931 wurde ein viereinhalb Meter hoher Obelisk zur Markierung der geographischen Mitte Nordamerikas aufgestellt. 1971 wurde der Obelisk nach neuen Messungen an einer anderen Stelle neu aufgestellt. Doch ist es trotzdem noch bis heute umstritten, ob sich der Ort als geographische Mitte Nordamerikas bezeichnen kann. Letzte Messungen gehen davon aus, dass sich der geographische Mittelpunkt in ca. 25 Kilometer Entfernung von der Stadt befindet.

### Einwohnerentwicklung
| Jahr | Einwohner¹ |
| ---- | ---------- |
| 1920 | 1424       |
| 1930 | 1512       |
| 1940 | 2215       |
| 1950 | 2907       |
| 1960 | 2972       |
| 1970 | 2889       |
| 1980 | 3335       |
| 1990 | 2909       |
| 2000 | 2939       |
| 2020 | 2509       |

¹ 1980–2020: Volkszählungsergebnisse

## Bildung
In der Stadt gibt es drei Schulen, die ELY Elementary School, die Rugby High School und die katholische Little Flower School.